# Nonie Darwish
Nonie Darwish (en árabe: نوني درويش: El Cairo, 1949) es una escritora y conferenciante estadounidense de origen egipcio. Es autora del libro: Now they Call Me Infidel; Why I Renounced Jihad for America, Israel and the War on Terror (Ahora me llaman infiel; por qué renuncié a la Yihad por los Estados Unidos, Israel y la Guerra contra el terrorismo). En enero de 2009 apareció su segundo libro: Cruel And Usual Punishment: The terrifying Global Implications of Islamic Law (Castigo cruel y corriente: las terroríficas implicaciones globales de la Ley islámica). Fundadora y portavoz de la asociación Árabes por Israel, declara que su misión es tratar de alcanzar la reconciliación, aceptación y entendimiento entre árabes e israelíes, sobre la base de respetar y apoyar al Estado de Israel con el objetivo de alcanzar la paz en un Oriente Medio que acepte, ante todo, la diversidad cultural. Rechaza el terrorismo suicida como forma de yihadismo, y promueve que el mundo árabe y musulmán necesita profundas reformas y autocrítica.
Nacida en Egipto, Darwish es la hija de un teniente general egipcio que, tras ser asesinado por el ejército israelí, fue nombrado Shahid (mártir) por el presidente de Egipto Gamal Abdel Nasser. Darwish atribuye la muerte de su padre "a la propaganda de odio que la cultura islámica de Oriente Medio inculca en los niños desde su nacimiento". En 1978 se mudó con su marido a Estados Unidos para, posteriormente, convertirse al cristianismo evangélico. Tras los atentados del 11 de septiembre de 2001, se dedica a escribir sobre el Islam, denunciando públicamente sus peligros, sobre todo en lo que respecta al trato a las mujeres y el odio hacia Israel.

## Biografía
Nacida en El Cairo en 1948, su familia se trasladó a Gaza, entonces ocupada por Egipto, en donde fue criada, cuando su padre, el teniente general Mustafa Hafez, fue enviado por el presidente Nasser a encabezar la inteligencia militar en Gaza y el Sinaí, donde fundó los Fedayines Palestinos, o "resistencia armada". Cruzaban la frontera y perpetraban ataques contra Israel, provocando la muerte a 400 israelíes e hiriendo a más de 900, entre 1951 y 1956. En julio de 1956, cuando Darwish tenía ocho años, su padre se convirtió en la primera víctima de la política de asesinatos selectivos de las IDF (Fuerzas de Defensa Israelíes) iniciada como respuesta a los ataques de los fedayines.  En su discurso anunciando la nacionalización del canal de Suez, Nasser aseguró que todo Egipto vengaría la muerte de Hafez; según Darwish, el propio Nasser le preguntó a ella y a sus hermanos "¿Quién de vosotros vengará la muerte de vuestro padre matando judíos?".
Darwish declaró : 

Siempre culpé a Israel de la muerte de mi padre, porque eso fue lo que me enseñaron. Nunca me pregunté por qué Israel había asesinado a mi padre.  Lo mataron porque los fedayines se dedicaban a matar israelíes. Lo mataron porque desde pequeños nos han inculcado en la oración y la recitación por la Yihad contra Israel. Teníamos que proclamar, con lágrimas en los ojos, que queríamos morir. A menudo me encuentro con gente que cree que no había terrorismo contra Israel antes de la guerra de los Seis Días. ¿Cómo pueden negar tal cosa?. ¿Por qué murió mi padre entonces?.

Tras la muerte de su padre la familia volvió a trasladarse hacia El Cairo, donde Darwish estudió en un instituto católico y después en la Universidad Americana de El Cairo, donde se licenció en sociología y antropología. Darwish recuerda como su madre (viuda y con cinco hijos) era insultada por la calle por haberse comprado un coche y, además, conducirlo. Entonces, comenzó a trabajar como editora y traductora para la Agencia de Noticias de Oriente Medio, hasta que, en 1978, emigró a los Estados Unidos con su marido donde ha recibido, recientemente, la nacionalidad estadounidense. Al poco de llegar a este país se convirtió al cristianismo y frecuentó los servicios religiosos de una rama aconfesional de la Iglesia Evangélica. Un año después de los atentados del 11 de septiembre de 2001, Darwish comenzó a escribir columnas críticas contra el extremismo islámico y el silencio de los musulmanes moderados:

Al día siguiente, cuando vi el segundo avión impactar en la otra torre, pensé “la Jihad ha llegado a América”, Muhammad Atta era de El Cairo, mi ciudad natal. Llamé a varios amigos míos de El Cairo ese mismo día, pero todos ellos lo negaban y me preguntaban: “¿Cómo te atreves a decir que esto es obra de musulmanes?, ¿Acaso no sabes que esto es una conspiración judía?”. No, no eran radicales, eran egipcios comunes y normales, que entre otras cosas son gente muy amable. Colgué el teléfono y me sentí muy sola y desconectada de mi cultura de origen. Una vez más, mi pueblo estaba acusando a los judíos por algo que, y era por todos bien sabido, los árabes habían hecho…

Tras el 11-S, no hubo muchos americanos de origen árabe o musulmán que se manifestaran, y, según lo que vi, nos costó bastante tiempo llamar la atención de los medios de comunicación occidentales. Los medios de comunicación occidentales todavía consideran organizaciones como CAIRO como representantes de los musulmanes moderados en América, pero no es el caso. Los grupos musulmanes en los Estados Unidos intentan silenciar e intimidar a las universidades americanas que nos invitan a hablar. A menudo digo a los estudiantes musulmanes que los árabe-americanos que se manifiestan contra el terrorismo no son el problema, son los terroristas los que dan una mala imagen del Islam. Y lo que Occidente debería hacer es formular las preguntas políticamente incorrectas, y nosotros, americanos de origen árabe y musulmán, les debemos respuestas sinceras y honestas.

Darwish fundó la organización Arabs For Israel (Árabes por Israel), en cuya web se describe como una asociación en la que árabes y musulmanes muestran su "respeto y apoyo al Estado de Israel", la bienvenida a "un Oriente Medio pacífico y que respete la diversidad", "rechazando el terrorismo homicida/suicida como una forma de yihadismo", y reclamando "profundas reformas y una autocrítica constructiva" del mundo árabe/musulmán. A menudo declara que "ser favorable a Israel no me convierte en antiárabe, es tan solo que mi cultura necesita, imperiosamente, un profundo cambio; y ese cambio solo puede venir desde dentro".
Darwish ha dado conferencias en universidades como Columbia, Yale, Harvard, Brown, Princeton, NYU, UCLA, Virgina Tech, Berkeley, Wellesley, Cornell o la Universidad Hebrea de Jerusalén, entre otras. Ha aparecido en programas de la CNN, FOX News, MSNBC o Al-Arabiya. También ha hablado en el Congreso de los Estados Unidos, y en la Cámara de los Lores del Parlamento del Reino Unido.

## Opiniones sobre el islam
Darwish considera que la ideología del islam es  autoritaria y retrógrada y que pretende imponer en el mundo las reglas y formas de vida de la Arabia del siglo VII. Señala que es difícil "comprender que toda una religión y su cultura crea que Dios ordena la matanza de infieles". Cree que la sociedad occidental comete un grave error al considerar que la violencia islámica es solamente cosa de minorías fanáticas, cuando la cultura del odio, sostiene, se inculca a millones de musulmanes desde la infancia:

Para la mentalidad occidental es muy difícil imaginar siquiera que se pueda ir a una iglesia o a una sinagoga a oír insultos, amenazas y llamamientos a la violencia y la aniquilación de grupos humanos. Y porque para los occidentales tal posibilidad es inconcebible, están dispuestos a aceptar la tesis de que este comportamiento es propio sólo de una minoría fanatizada. (...) Al no informar sobre la retórica islámica del odio, los periodistas occidentales de hecho normalizan selectivamente el discurso del odio de un grupo específico contra otros grupos y crean una doble moral, nociva para la paz y la democracia.

Acusa al islam y la sharia de la formación de una ideología retrógrada responsable de la miseria y la pobreza de la población. 
Afirma que el Corán es un texto "violento, incendiario, y que falta al respeto" con barbaridades como la brutalización de las mujeres, la persecución de los homosexuales, los asesinatos por honor, la decapitación de los apóstatas y la lapidación de los adúlteros:

Bajo la ley islámica Sharia, los castigos incluyen azotes, lapidación, decapitación y amputación de miembros. Estos son castigos crueles e inusuales bajo los estándares occidentales. Abandonar el Islam es penado con la muerte. Si algún país islámico falla en matar a un apóstata, su muerte está garantizada a manos de las turbas callejeras. Eso hace que el Islam, más que una religión, sea un estado de vida, con un sistema legal elaborado que te manda a la muerte si lo abandonas. La Sharia garantiza que no hay un cruce tipo “Muro de Berlín” en un país musulmán.

La mayoría de los países musulmanes no practican la criminal ley Sharia simplemente porque no tienen estómago para hacerlo (Sudán, Irán y Argelia sí la cumplen). Pero la ley sharia de la familia, en todos los países musulmanes, permite no solamente a los hombres el derecho de un fácil divorcio, permite hasta cuatro esposas y se le permite golpearlas. Una mujer es solamente respetada cuando esconde su cuerpo, rostro y hasta su identidad.

Darwish considera que las autoridades islámicas utilizan y satanizan a Israel y Occidente para distraer al pueblo de sus verdaderos problemas. Los acusa de estar más preocupados en incitar el odio hacia el infiel que en construir escuelas y hospitales, responsabilizándolos de las pésimas condiciones de vida de millones de musulmanes. Tras la polémica de las caricaturas de Mahoma, escribió:

Desde mi infancia en Gaza hasta hoy, culpar a Israel y a Occidente ha sido una industria del mundo musulmán.
(...)
¿Es sorprendente que, tras décadas de adoctrinamiento en una cultura del odio, esa gente odie verdaderamente? La sociedad árabe ha creado un sistema de dependencia del miedo a un enemigo común. Es un sistema que les ha traído las tan necesarias unidad, cohesión y conformidad, en una región donde los feudos tribales, la inestabilidad, la violencia y la corrupción egoísta han hecho estragos.
Los líderes árabes culpan a los judíos y a los cristianos en lugar de proveer de buenas escuelas, carreteras, hospitales, viviendas, empleo o esperanzas a sus pueblos.

He vivido en esa zona de guerra, dictaduras opresoras y estados policiales durante 30 años. Los ciudadanos competían por complacer y glorificar a sus dictadores, pero miraban para otro lado cuando unos musulmanes torturaban y aterrorizaban a otros musulmanes.

La televisión palestina ensalza a los terroristas, y los libros de texto siguen negando la existencia de Israel. Se ha puesto nombre de sahids (mártires), incluido el de mi padre, a más de 300 escuelas palestinas. Hay carreteras en Egipto y en Gaza que aún llevan el nombre de mi padre o el de otros "mártires". ¿Qué clase de mensaje se envía sobre el papel que desempeñan los terroristas? Que son héroes. Los líderes que firman tratados de paz, como el presidente Anuar el Sadat, son asesinados. Hoy, el presidente islamofascista de Irán utiliza soflamas nucleares, negaciones del Holocausto y amenazas con "barrer a Israel del mapa" para mantener el control sobre su dividido país.
 
En efecto, con Dinamarca a punto de ocupar la presidencia rotatoria del Consejo de Seguridad de la ONU, las llamas de la controversia de las viñetas han sido avivadas por Irán y Siria. Esto es crítico, puesto que se espera que la Agencia Internacional de la Energía Atómica remita el caso de Irán al Consejo de Seguridad y exija sanciones. Al mismo tiempo, Siria está bajo vigilancia por sus acciones en el Líbano. Cínicamente, Irán y Siria desean crear dificultades a los daneses y, así, alcanzar sus peligrosas metas.

Darwish mantiene una visión sobre el conflicto árabe-israelí muy alejada de la convencional. Sostiene que los países árabes son los principales responsables de la actual situación del pueblo palestino, manteniendo su estatus permanente de refugiados durante 60 años con el único fin de presionar a Israel:

Casi no hay semana en que no oigamos a algún político o veamos a alguna organización lamentarse por la situación humanitaria en la Franja de Gaza. Pero nunca nadie habla de las causas de esta situación: 60 años de políticas árabes destinadas a mantener a los palestinos en su condición de refugiados sin estado, a fin de presionar a Israel.
(...)
La Franja de Gaza, hoy controlada por Hamás, se ha convertido en el campo de prisioneros de Gaza para millón y medio de palestinos (...).
Este es el legado de la política árabe a nivel mundial en lo que respecta al problema de los refugiados palestinos, una política iniciada hace 60 años, cuando la Liga Árabe impuso una legislación especial para los palestinos, aplicable en todos los países árabes. Según esa política, los países árabes no pueden absorber a los palestinos; incluso cuando los palestinos contraen matrimonio con ciudadanos de países árabes, les está prohibido adoptar la nacionalidad de su cónyuge. Un palestino puede nacer, vivir y morir en un país árabe, pero nunca podrá obtener la nacionalidad de ese país. (...) Imponer a los palestinos una identidad palestina cumple la función de perpetuar su estatus de refugiados palestinos. Los palestinos han sido utilizados y maltratados por las naciones árabes (y por los terroristas palestinos) con la finalidad de destruir a Israel.

## Obras
- Now They Call Me Infidel: Why I Renounced Jihad for America, Israel, and the War on Terror. Sentinel HC, 2006. ISBN 1-59523-031-9
- Cruel But Usual Punishment: The Terrifying Global Implications of Islamic Law.
- Escaping Submission.

## Entrevistas
- La escritora egipcia norteamericana Nonie Darwish cuenta sobre su adoctrinamiento en el Yihad cuando niña en Gaza.
- Una infiel en Israel Archivado el 5 de marzo de 2016 en Wayback Machine.
- Ahora me llaman infiel Archivado el 1 de diciembre de 2008 en Wayback Machine.
- Conversación con Nonie Darwish
- Conversa amb Nonie Darwish
- Al-Hayat TV(Cyprus) 7 de agosto de 2008  (en inglés)
- CI Centre Interview (en inglés)
- Dos entrevistas con Nonie Darwish (en inglés)
- Radio Nacional de Israel entrevista a Nonie Darwish 
  - Parte 1 (en inglés)
  - Parte 2 (en inglés)
- Interview
- Now They Call Me Infidel - Entrevistada por Jamie Glazov para FrontPageMag.com (en inglés)
- Don't Be Deceived - Entrevistada por Reform Judaism Magazine (en inglés)
- Life as an infidel The Observer Woman Magazine, May 2007 (en inglés)

## Premios
Premio "Mujer de valentía excepcional" (Woman of Exceptional Courage) del 
Clare Boothe Luce Policy Institute, 2008.

### Crítica
- "Nonie Darwish and the al-Bureij massacre", Jim Holstun, Electronic Intifada, 26 de junio de 2008
- Afrontan a los fascistas horowitzianos en Berkeley

- Datos: Q2567763
- Multimedia: Nonie Darwish / Q2567763